# Делон, Натали
Натали́ Дело́н (фр. Nathalie Delon; настоящее имя Франси́н Канова́, Francine Canovas; по первому мужу Бартелеми́, Barthelemy; 1 августа 1941, Уджда, Французское Марокко — 21 января 2021, I округ Парижа, Франция) — французская актриса, сценарист и режиссёр. Единственная официальная супруга Алена Делона, мать Энтони Делона.

## Биография
Натали Делон пришла в кинематограф благодаря Алену Делону, с которым она находилась в браке в 1964—1968 годах. В этом браке родился сын Энтони Делон. Их первый совместный фильм «Самурай», снятый Жан-Пьером Мельвилем, пользовался большим успехом.

Расставание с Делоном сама актриса комментировала так: 
Наш брак с Аленом был построен на страсти и нервах, и однажды мы оба просто не выдержали.
После развода Натали Делон продолжала работать с другими известными режиссёрами. Позднее занялась режиссурой и писала сценарии.
Последней киноработой актрисы стал, после 26-летнего перерыва в съёмках, французско-немецко-португальский драматический фильм «Собачья ночь» (2008 год) немецкого режиссёра Вернера Шрётера, «величайшего из маргинальных режиссёров», получившего наибольшую известность во Франции (этот фильм стал и его последней работой).
Умерла 21 января 2021 года в Париже в возрасте 79 лет от рака поджелудочной железы.

## Фильмография
| Год  |   | Название                            | Роль                   |
| ---- | - | ----------------------------------- | ---------------------- |
| 1967 | ф | Самурай / Le Samouraï               | Жанна Легранж          |
| 1968 | ф | Частный урок                        | Фредерика Дампьер      |
| 1969 | ф | Армия теней / L’Armée des ombres    | любовница Жана-Франсуа |
| 1969 | ф | Сёстры                              | Диана                  |
| 1971 | ф | Потише, басы                        | Рита                   |
| 1971 | ф | Когда пробьёт восемь склянок        | Шарлотта               |
| 1972 | ф | Синяя Борода                        | Эрика                  |
| 1972 | ф | Секс-шоп                            | Жаклин                 |
| 1975 | ф | Романтичная англичанка              | Миранда                |
| 1976 | ф | Верная женщина                      | Флора де Сент-Жилес    |
| 1978 | ф | Чайки летают низко                  | Изабелль Мишеро        |
| 1982 | ф | Они называют это несчастным случаем | Жюли Фабр              |
| 2008 | ф | Собачья ночь / Nuit de chien        | Риссо                  |